# العلاقات الألبانية الكونغوية
العلاقات الألبانية الكونغولية هي العلاقات الثنائية التي تجمع بين ألبانيا وجمهورية الكونغو.

## مقارنة بين البلدين
هذه مقارنة عامة ومرجعية للدولتين:
| وجه المقارنة                                              | ألبانيا                                                    | [[تصنيف:صفحات تستخدم رمز علم غير موجود\|]] جمهورية الكونغو |
| --------------------------------------------------------- | ---------------------------------------------------------- | ---------------------------------------------------------- |
| المساحة (كم2)                                             | 28.75 ألف                                                  | 342.00 ألف                                                 |
| عدد السكان (نسمة)                                         | 3.02 مليون                                                 | 5.26 مليون                                                 |
| الكثافة السكانية (ن./كم²)                                 | 105.04                                                     | 15.38                                                      |
| العاصمة                                                   | تيرانا                                                     | برازافيل                                                   |
| اللغة الرسمية                                             | اللغة الألبانية                                            | لغة فرنسية                                                 |
| العملة                                                    | ليك ألباني                                                 | فرنك وسط أفريقي                                            |
| الناتج المحلي الإجمالي (بليون دولار)                      | 13.04 مليار                                                | 8.72 مليار                                                 |
| الناتج المحلي الإجمالي (تعادل القوة الشرائية) بليون دولار | 33.17 مليار                                                | 29.48 مليار                                                |
| الناتج المحلي الإجمالي الاسمي للفرد دولار أمريكي          | 3.94 ألف                                                   | 1.85 ألف                                                   |
| الناتج المحلي الإجمالي للفرد دولار أمريكي                 | 11.11 ألف                                                  |                                                            |
| مؤشر التنمية البشرية                                      | 0.764                                                      | 0.591                                                      |
| رمز المكالمات الدولي                                      | +355                                                       | +242                                                       |
| رمز الإنترنت                                              | .al                                                        | .cg                                                        |
| المنطقة الزمنية                                           | توقيت وسط أوروبا، ت ع م+01:00، ت ع م+02:00، أوروبا/تيرانا ‏ | ت ع م+01:00                                                |

## منظمات دولية مشتركة
يشترك البلدان في عضوية مجموعة من المنظمات الدولية، منها:
| علم المنظمة | اسم المنظمة                               | تاريخ انضمام ألبانيا | تاريخ انضمام جمهورية الكونغو |
| ----------- | ----------------------------------------- | -------------------- | ---------------------------- |
|             | مؤسسة التنمية الدولية                     | 15 أكتوبر 1991       | 8 نوفمبر 1963                |
|             | منظمة حظر الأسلحة الكيميائية              | ?                    | ?                            |
|             | منظمة التجارة العالمية                    | ?                    | ?                            |
|             | الأمم المتحدة                             | 14 ديسمبر 1955       | 20 سبتمبر 1960               |
|             | وكالة ضمان الاستثمار متعدد الأطراف        | 15 أكتوبر 1991       | 16 أكتوبر 1991               |
|             | منظمة الشرطة الجنائية الدولية             | ?                    | ?                            |
|             | مؤسسة التمويل الدولية                     | 15 أكتوبر 1991       | 1 أكتوبر 1980                |
|             | البنك الدولي للإنشاء والتعمير             | 15 أكتوبر 1991       | 10 يوليو 1963                |
|             | المركز الدولي لتسوية المنازعات الاستشارية | 14 نوفمبر 1991       | 14 أكتوبر 1966               |
|             | يونسكو                                    | 16 أكتوبر 1958       | 24 أكتوبر 1960               |

## وصلات خارجية
- موقع وزارة الخارجية الألبانية